# جون بينر
جون بَينر (بالإنجليزية: John Boehner)‏ (17 نوفمبر 1949 -)، سياسي أمريكي ينتمي للحزب الجمهوري. تولى منذ عام 2007 زعامة الأقلية الجمهورية في مجلس النواب. وبعد حصول الحزب على الأغلبية في المجلس في نوفمبر من عام 2010 أصبح في 5 يناير 2011 رئيسًا للمجلس.

## روابط خارجية
- جون بينر على موقع IMDb (الإنجليزية)
- جون بينر على موقع الموسوعة البريطانية (الإنجليزية)
- جون بينر على موقع الموسوعة البريطانية (الإنجليزية)
- جون بينر على موقع مونزينجر (الألمانية)
- جون بينر على موقع إن إن دي بي (الإنجليزية)
- جون بينر على موقع قاعدة بيانات الفيلم (الإنجليزية)